# Собор Святого Патрика (Карачі)
24°52′ пн. ш. 67°01′ сх. д. / 24.86° пн. ш. 67.01° сх. д.
Собор Святого Патріка є резиденцією римо-католицької архідієцезії Карачі та розташований біля ринку Імператриці в районі Саддар у центрі Карачі, Пакистан. Церква була завершена в 1881 році і може вмістити 1500 віруючих. У передній частині собору є пам’ятник Христу Царю, побудований між 1926 і 1931 роками на честь єзуїтської місії в Сінді.

## Історія
Першу церкву в Сінді під назвою Церква Св. Патрика було побудовано на території собору в 1845 році як кармелітська місія вартістю 6000 рупій під керівництвом першого кармелітського священика Карачі, отця Касабоха. Коли католицьке населення міста зростало, католики міста збирали гроші на будівництво нової церкви. У 1878 році було зроблено перший заклад, а освячено церкву 24 квітня 1881 року. Незважаючи на будівництво нової будівлі, церква продовжувала діяти, поки її не зруйнував шторм у 1885 році. 

## Дизайн
Сучасний собор побудований у стилі неоготичної архітектури; він має розміри 52 метри на 22 метри і може вмістити щонайменше 1500 віруючих одночасно. Він був спроектований і реалізований трьома членами Товариства Ісуса: проект собору був задуманий архітектором отцем Карлом Вагнером, SJ, а будівництвом керували брати миряни Джордж Клувер, і Герман Лау.

## Галерея

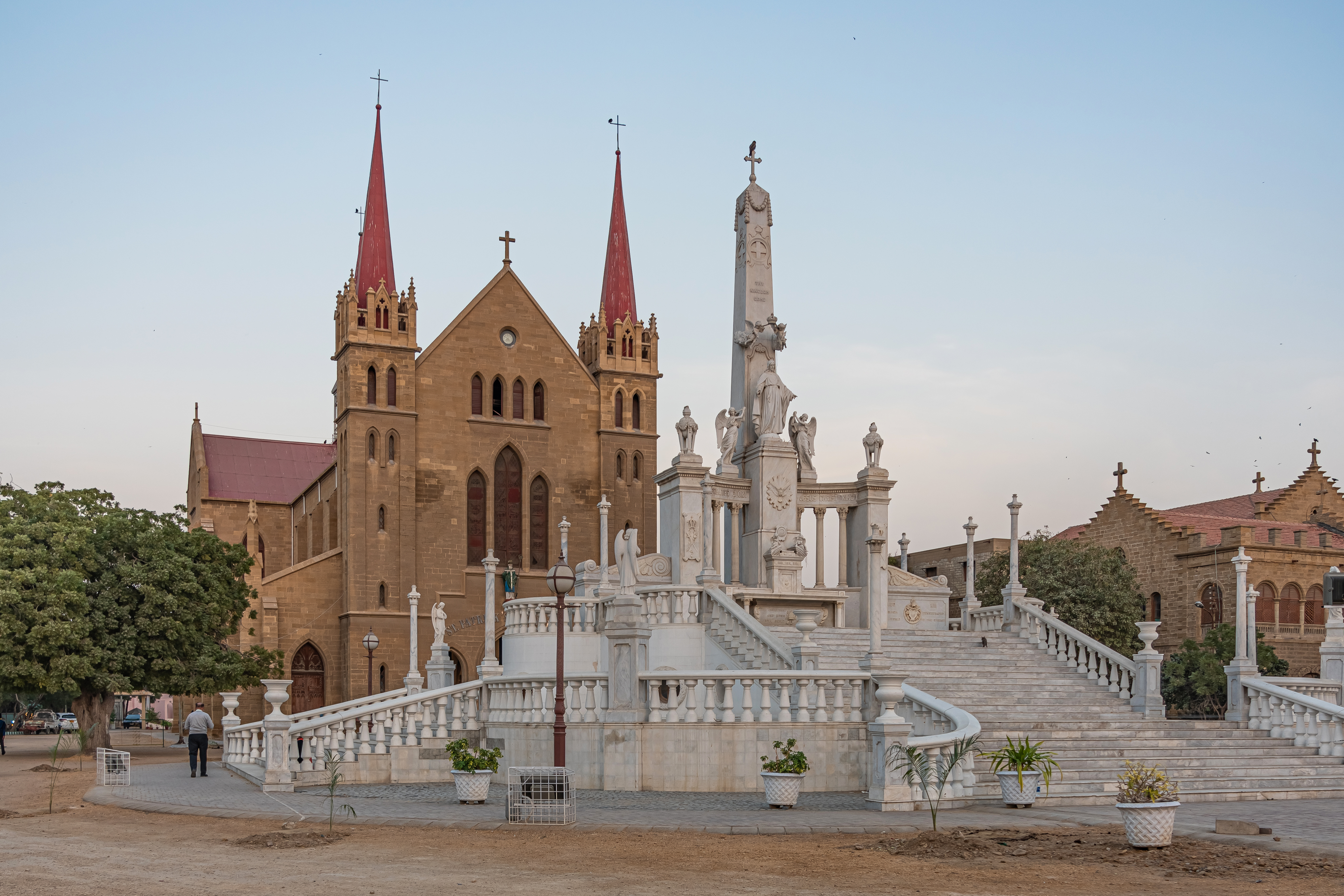
Пам'ятник Христу Королю з собором Святого Патрика
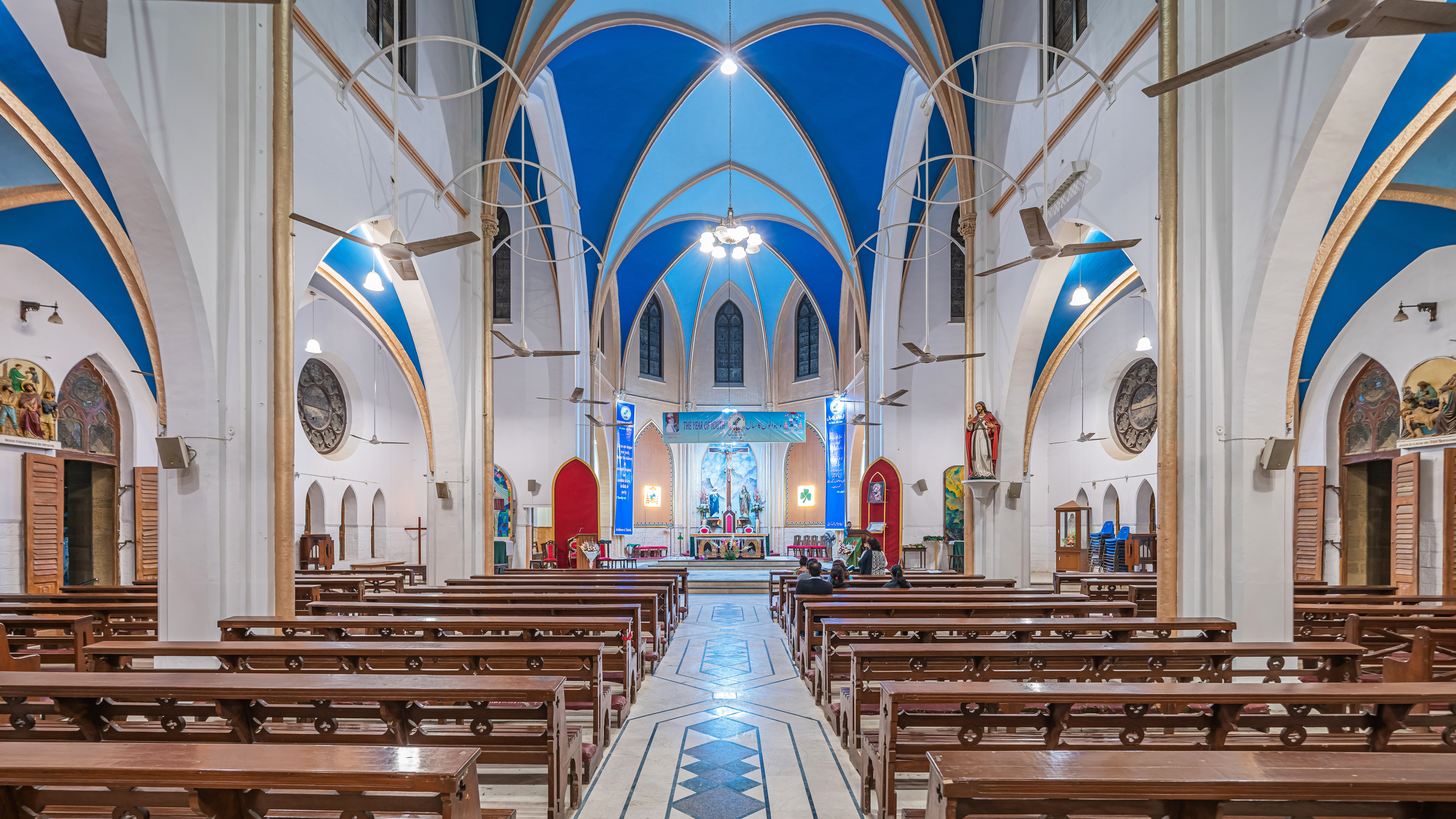
Інтер'єр собору
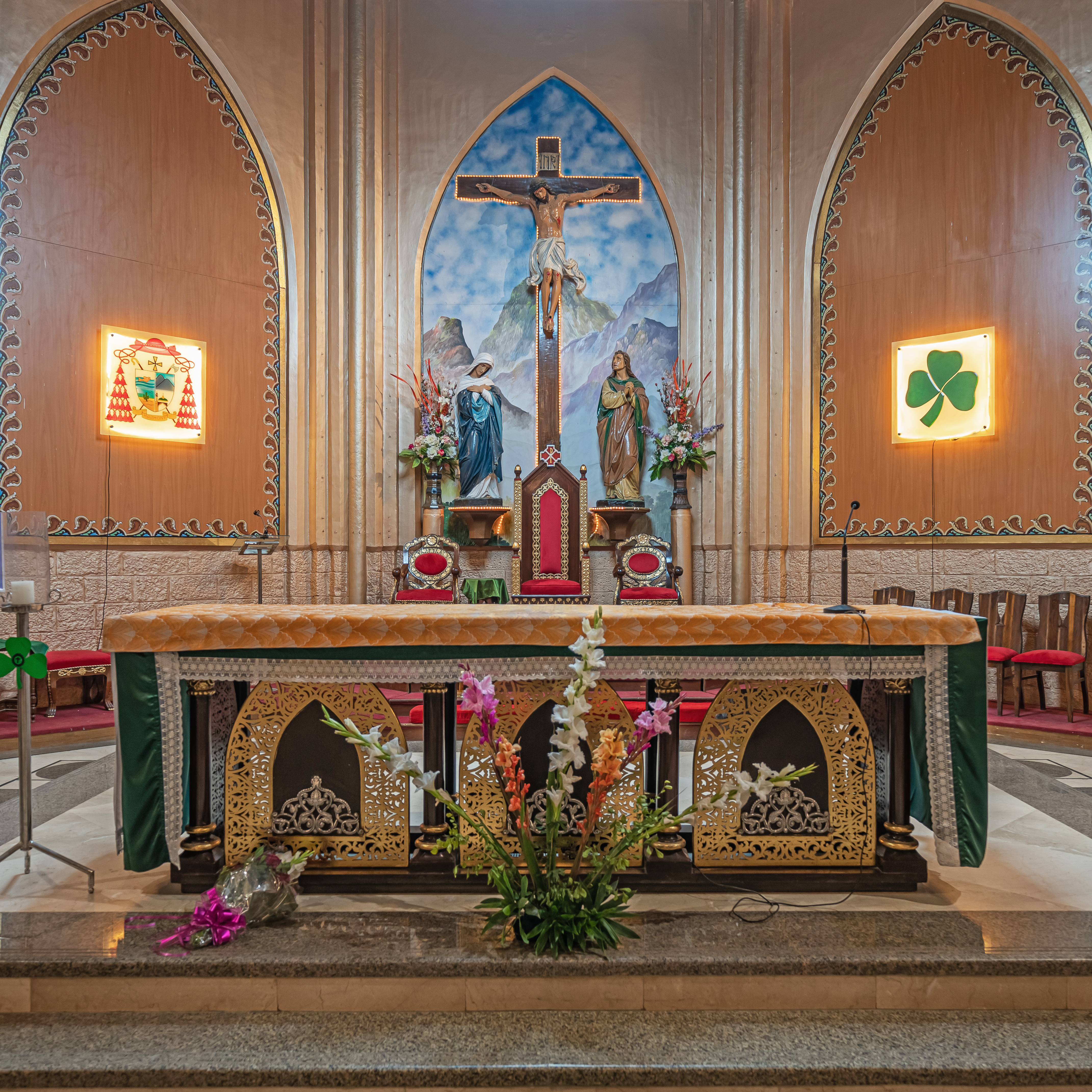
Вівтар